# وزارة الاقتصاد والمالية (جيبوتي)
وزارة الاقتصاد والمالية في جيبوتي، هي الهيئة الحكومية المسؤولة عن المالية العامة والاقتصاد في جيبوتي.
وزير المالية الحالي هو إلياس موسى دوالي، وذلك منذ مايو 2011.